# Jimmy McAleer
Jimmy McAleer, né le 10 juillet 1864 à Youngstown (Ohio) et mort dans la même ville le 29 avril 1931, est un joueur américain de baseball, qui est devenu manager puis propriétaire des Red Sox de Boston de 1911 à 1913. Il initie la tradition du lancer d'ouverture de la saison de Ligue majeure par le président des États-Unis, en invitant le président William Howard Taft à effectuer ce lancer symbolique le 14 avril 1910.

## Carrière

### Joueur
McAleer fait ses débuts en Ligue majeure le 24 avril 1889 sous les couleurs des Cleveland Spiders. Cette formation se forge une solide réputation d'agressivité et même de violence sous la conduite du manager Patsy Tebeau. En 1896, Tebeau est incarcéré à la suite de violences sur un arbitre pendant un match le 27 juin 1896. Parmi les joueurs impliqués dans cet incident et qui écopent de lourdes amendes, on retrouve McAleer. Ce n'est pas son premier écart. Le 18 août 1891 lors d'un match contre les Cincinnati Reds, Arlie Latham fait trébucher McAleer lors de son passage sur la troisième base. McAleer course alors Latham sur tout le terrain en brandissant sa batte.
McAleer savait également très bien jouer au baseball comme le note la presse de l'époque. Possédant une bonne pointe de vitesse, il excelle en vol de base. En défense, il est décrit comme un excellent joueur de champ extérieur. Un peu moins efficace au bâton, il affiche une moyenne au bâton de 0,253 en carrière.
Avec ses coéquipiers Cy Young, Jesse Burkett, John Clarkson et Charles Zimmer, McAleer participe à la victoire des Spiders sur les Baltimore Orioles en Temple Cup 1895, série de fin de saison opposant le premier et le deuxième de la Ligue nationale. Les Spiders terminent encore deuxième en Ligue nationale en 1896. 
Quand la franchise des Spiders déménage à Saint-Louis (Missouri) en 1898, McAleer préfère rester à Cleveland. Il quitte alors les terrains jusqu'en 1901, et la promotion des Cleveland Blues en Ligue majeure. Il débute alors une courte carrière de manager-joueur (1901-1903) avant de se consacrer totalement au seul rôle de manager. Il fait toutefois une dernière apparition en tant que joueur le 8 juillet 1907.

### Manager
En 1901, McAleer devient manager-joueur de Cleveland Blues. Il ne dispute que trois matches en tant que joueur lors de cette saison particulièrement mauvaise pour les Blues qui terminent bon dernier de la Ligue américaine avec 52 victoires pour 82 défaites. McAleer devient manager-joueur des St. Louis Browns avant même de cette saison.
Deuxième en 1902 avec les Browns, McAleer est remercié à l'issue de la saison 1909 (61 victoires et 89 défaites). Il rejoint alors les Washington Senators (22 septembre 1909) avec lesquels il office deux ans. Il initie la tradition du lancer d'ouverture de la saison de Ligue majeure par le président des États-Unis en invitant le président William Howard Taft à effectuer ce lancer symbolique le 14 avril 1910.

### Propriétaire
McAleer devient l'actionnaire principal des Red Sox de Boston en 1912. Il conduit en équipe à la conquête des Séries mondiales 1902. En juillet 1913, McAleer se fâche avec Ban Johnson, président de la Ligue américaine. McAleer vend alors ses parts des Red Sox.